# Flyover
Flyover es un libro distópico de ciencia ficción de 2023 del escritor estadounidense Douglas Kennedy sobre una futura división de los Estados Unidos en dos países, que refleja la división cada vez más profunda en la sociedad estadounidense entre los partidarios de los partidos Demócrata y Republicano.

## Historia
Kennedy se inspiró para escribir la novela en los acontecimientos del asalto al Capitolio de los Estados Unidos de 2021.
A pesar de ser escrito por un autor estadounidense y tener un argumento ambientado en los Estados Unidos, el libro se publicó primero en francés en 2023 con el título Et c'est ainsi que nous vivrons (literalmente, Y así es como viviremos). La edición francesa fue traducida del inglés por Chloé Royer y publicada por Éditions Belfond. A partir de 2024, aún no ha recibido un lanzamiento en inglés, aunque el título del lanzamiento en inglés se anunció como Flyover.

## Argumento
En Flyover, ambientada en 2045, una derecha extrema y populista ha llegado al poder en muchos países anteriormente democráticos. Para 2034, Estados Unidos se habrá dividido en dos nuevas entidades: la República Unida y la Confederación Unida. La República Unida, que surge entre los partidarios del Partido Demócrata, afirma ser un bastión de valores progresistas a lo largo de las costas, aunque invade la privacidad de los ciudadanos mediante el uso de una vigilancia exhaustiva, incluso mediante chips de seguimiento y grabación implantados en todos los individuos en su territorio. En cambio, la Confederación Unida, que adopta la antigua bandera confederada y está formada por antiguos partidarios del Partido Republicano, opera como una teocracia cristiana en todo el Medio Oeste y el Sur y prohíbe no sólo el aborto y el cambio de sexo, sino también el divorcio; ofender los sentimientos religiosos es motivo de pena de muerte, que a menudo se aplica mediante la quema en la hoguera.
Mineápolis es un territorio semineutral y una ciudad dividida, similar al Berlín dividido de la era de la Guerra Fría. La guerra entre las agencias de inteligencia de los dos estados forma una parte importante de la trama de la novela, y la historia sigue a una espía de la República, Samantha Stengel, a quien se le asigna la tarea de asesinar a su hermana, un espía que trabaja para la Confederación y tiene la misma misión.

## Recepción
El libro ha sido reseñado en varias publicaciones en francés. Radio France acogió una reseña del libro realizada por varios periodistas y críticos. Patricia Martin dijo que es «muy bueno [pero] aterrador». Olivia de Lamberterie criticó la escritura inicial de la novela, pero concluyó que «da mucho miedo [porque es bastante probable] y eso es muy bueno». Jean-Louis Ezine quedó menos impresionado por la obra, diciendo que es sólo un refrito de las obras anteriores de Kennedy, y que es un horror que pretende alertarnos sobre una situación alarmante que ya existe. Arnaud Viviant calificó el trabajo de cautivador y relevante para las noticias recientes. Denis Cosnard la revisó para Le Monde, quien la comparó con una novela de espías de Ian Fleming. Cosnard también señaló que la novela tiene algunos elementos autobiográficos de Kennedy. El crítico elogió su predicción detallada y realista del futuro cercano, incluida una historia futura elección tras elección de los Estados Unidos, y señaló que «a pesar de una escritura bastante plana que no evita ciertos clichés, la ficción de Douglas Kennedy resulta doblemente aterradora». El libro fue reseñado para La Presse por Laila Maalouf. Lo vio como una fuerte crítica a Donald Trump, «a quien [el autor] no duda en atacar directamente». También fue revisado por Alexandra Schwartzbrod para Libération, quien predijo que sería un «best-seller de verano», y describió el libro como una intrigante «novela política, futurista y de detectives», con elementos de ciencia ficción, espías y thriller de detectives también; sin embargo, criticó la «psicología subestimada de los personajes» debido al enfoque del libro en «política, tecnología futurista y tiroteos». Fue reseñado por Éric Neuhoff para Le Figaro. Lo calificó como una buena narración y escribió que la historia «galopa, burlándose alegremente de lo improbable», aunque criticó las referencias cinematográficas del autor como «anticuadas». Olivia Phélip lo revisó para el sitio web de noticias Atlantico y escribió que se trata de una «distopía con acentos orwellianos, que se puede leer de una vez y que provoca escalofrío», y que la obra «lamentablemente obtiene su plausibilidad de las señales actuales». También elogió a Kennedy por crear «heroínas fuertes», señalando que es una de las mejores obras del autor, «una verdadera historia de cambio de página». Un crítico, usando el seudónimo U.ARQ, también lo reseñó para L'Avenir.
Simon Petite entrevistó a Kennedy sobre este libro para Le Temps.
En la prensa inglesa, en 2023, Lara Marlowe revisó el libro para The Irish Times y lo comparó con «una versión actualizada de 1984 de George Orwell». Un crítico de The Economist en 2024 calificó la novela de «absorbente» y señaló que representa una de varias obras relacionadas con el creciente interés reciente en Estados Unidos relacionado con el concepto de guerra civil, lo que refleja la creciente polarización de la política y la sociedad estadounidenses.

## Análisis
Marlowe vio la novela como un estudio sobre cómo el fundamentalismo y el populismo pueden deformar las sociedades. Schwartzbrod, a su vez, consideró que se trataba de un estudio sobre el «fundamentalismo religioso y la intolerancia» en aumento en Estados Unidos. Viviant lo vio como una historia sobre el fin de la democracia.
Según Kennedy, la caída de Estados Unidos comenzó con las elecciones presidenciales de Estados Unidos de 1968 (ganadas por Richard Nixon) y se volvió casi irreversible con las elecciones presidenciales de Estados Unidos de 2016 (ganadas por Donald Trump).
Muchos críticos vieron el libro como una crítica a Donald Trump. Algunos críticos también vieron al presidente de la República como una referencia crítica a Elon Musk. Otros críticos señalaron la elección pesimista que enfrentan los estadounidenses y posiblemente las sociedades occidentales: entre una teocracia conservadora y Estado de vigilancia masiva más liberal pero que erosiona la privacidad (de Lamberterie comparó la elección con la elección entre «Big Brother y la Inquisición»), ambos comparados con estados totalitarios, y sobre cómo los individuos son impotentes para influir en el sistema en el que viven. Kennedy se refirió a este último estado como tecnocrático.
Schwartzbrod comparó a la heroína del libro con el personaje del videojuego Lara Croft.
El propio Kennedy señaló que «estoy encantado de que los críticos de los países de habla francesa subrayen la verosimilitud de esta historia [y que] mis lectores salgan preocupados y desestabilizados».